# Masal Dunyam
Masal Dunyam — пятый студийный альбом певицы Бриллиант Дадашевой и первый альбом записанный в Турции. Издан в 2008 году.

## Об альбоме
Masal Dunyam стал первой работой Дадашевой за последние 6 лет. Запись альбома началась в марте 2006 года и завершилась в мае 2008 года на студии «Jingle Box-Istanbul». Альбом, который вышел тиражом в 45 000 экземпляров, поступил в продажу в Турции в середине августа 2008 года. Альбом состоит из двух дисков — один на азербайджанском, а другой на турецком языках. В диск вошли такие композиции как «Gecə yaman uzundur», «Aman-Aman», «Gara Gözler», «Yanır üreyim», «Bayatılar». Большинство аранжировок в альбоме принадлежит музыкальному продюсеру Фирузу Исмайлову. Над дизайном альбома и стилем Бриллиант Дадашевой поработала стилист Руха. Помимо Турции, альбом также вышел ограниченным тиражом в Азербайджане и Иране. В течение месяца весь турецкий тираж диска был полностью раскуплен и музыкальная компания «Seyhan Muzik» увеличила тираж альбома ещё на 20 000 копий. Альбом, помимо Стамбула и Анкары, поступил в продажу ещё в пяти крупных городах Турции.
Благодаря успеху альбома в Турции компания «Seyhan Müzik» приступила к записи ещё одного диска с Дадашевой, вышедший в мае 2015 года под названием Menim Dunyam (Мой Мир).